# Epicolpodes
Epicolpodes is een geslacht van kevers uit de familie van de loopkevers (Carabidae). De wetenschappelijke naam van het geslacht is voor het eerst geldig gepubliceerd in 1985 door Basilewsky.

## Soorten
Het geslacht Epicolpodes omvat de volgende soorten:
- Epicolpodes amydrus Basilewsky, 1985
- Epicolpodes benschi (Alluaud, 1909)
- Epicolpodes juratulus Basilewsky, 1985
- Epicolpodes perviridis Basilewsky, 1985
- Epicolpodes sikorai (Alluaud, 1897)
- Epicolpodes tanala (Alluaud, 1909)